# ASIAN KUNG-FU GENERATION presents NANO-MUGEN FES.
ASIAN KUNG-FU GENERATION presents NANO-MUGEN FES.是日本搖滾樂團ASIAN KUNG-FU GENERATION主辦的一個Live Event。概念來自『全日本樓底最低的Rock Festival』。Event名稱的由來是，樂團成員以當時所知的最小單位「Nano」（一米的十億份之一，代號n）及「無限」取「從最小至最大」之意思。
一般都被認為在日本武道館所舉行的那次是第一次，其實在主要演出之前已曾舉辦過了。
最近有不同的樂團都有「想在這裡演出」的希望聲音。
其中2007年的時候，因樂團自己本身有很多Rock Festival想參加的關係而暫停舉辦。而2008年的Rock Festival的詳情已經公佈：會在2006年那次舉辦時同一地點：横浜Arena舉行2日。（請參考公式網頁（页面存档备份，存于）的連結）

## NANO-MUGEN FES.（新宿LOFT）
2003年8月11日在新宿LOFT舉行。這便是第一次的NANO-MUGEN FES.了。

### 出演者（國内藝人）
- ASIAN KUNG-FU GENERATION
- ART-SCHOOL
- PEALOUT
- 椿屋四重奏
- HOT SCLAP

## NANO-MUGEN FES.（横浜CLUB24）
2003年12月17日在横浜CLUB24舉行。

### 出演者（國内藝人）
- ASIAN KUNG-FU GENERATION
- ストレイテナー
- テルスター
- FREEZER NOISE

## NANO-MUGEN FES. in 武道館
2004年7月1日在日本武道館舉行。順便一提的是對於AKG來說，這是第一次在武道館的Live演出。

### 出演者（國内藝人）
- ASIAN KUNG-FU GENERATION
- ACIDMAN
- GOING UNDER GROUND
- ストレイテナー

## NANO-MUGEN FES. in OSAKA
2004年8月9日在大阪なんばHatch舉行。這時開始，海外的藝人也有參加演出。

### 出演者（國内藝人）
- ASIAN KUNG-FU GENERATION

### 出演者（洋楽藝人）
- ゼブラヘッド|ZEBRAHEAD
- クリブス

## NANO-MUGEN FES. 2005
2005年7月9日在橫濱體育館舉行。設置了2個舞台。而且也發行了ASIAN KUNG-FU GENERATION presents NANO-MUGEN COMPILATION合輯。

### 出演者（國内藝人）
- ASIAN KUNG-FU GENERATION
- ELLEGARDEN
- SPARTA LOCALS
- ストレイテナー

### 出演者（洋楽藝人）
- アッシュ（バンド）|アッシュ（UK）
- ドッグ・ダイ・イン・ホット・カーズ（UK）
- ファラー（UK）
- INDUSTRIAL SALT(UK) - 當中也包括了AKG的『ループ&ループ』。

## NANO-MUGEN FES.2006
2006年7月16日・17日在橫濱體育館舉行。第一次舉行2天的演出。設置了Band Stage・Acoustic Stage（unplug stage）及DJ Stage。

### 國内藝人
- 7月16日・17日出演
  - ASIAN KUNG-FU GENERATION
- 7月16日出演
  - ELLEGARDEN
  - チャットモンチー
  - MO'SOME TONEBENDER
- 7月17日出演
  - BEAT CRUSADERS
  - ストレイテナー
  - 髭（HiGE）

### 海外藝人
- 7月16日・17日出演
  - THE RENTALS
  - SILVER SUN
  - THE YOUNG PUNX
- 7月16日出演
  - DREAM STATE
- 7月17日出演
  - WAKING ASHLAND

## NANO-MUGEN FES.2008
2008年7月20日・21日在橫濱體育館舉行。舉行2天的演出。

### 國内藝人
- 7月20日・21日出演
  - ASIAN KUNG-FU GENERATION
- 7月20日出演
  - ストレイテナー
  - アナログフィッシュ
  - 9mm Parabellum Bullet
  - トクマルシューゴ
- 7月21日出演
  - ELLEGARDEN
  - ART-SCHOOL
  - SPECIAL OTHERS
  - 8otto

### 海外藝人
- 7月20日・21日出演
  - ASH
- 7月20日出演
  - THE YOUNG PUNX!
  - ステレオフォニックス
  - PHANTOM PLANET
- 7月21日出演
  - SPACE COWBOY
  - HELLOGOODBYE
  - THIRD EYE BLIND

## 外部連結
- NANO-MUGEN FES.（页面存档备份，存于）